# Grymme Grendel i Storanskog
Grymme Grendel i Storanskog är en TV-teater i form av en musikalisk sagoberättelse. Den är producerad av SVT Luleå och sändes 1984. Den har även publicerats i SVT:s Öppet arkiv. För manus och regi svarade Per Nordin, för musiken Ted Ström och för foto Stefan Holm.
I staden Hemsa är invånarna rädda för den onda drottningen som offrar olydiga till monstret Grymme Grendel.

## Rollista
- Kerstin Hellström – Anna
- Sonja Lund – drottningen Vita Fågeln
- Björn Paijkull – fadern Bäcken Ormen
- Johan Wahlqvist – pojken
- Per Nordin – den unge mannen